# Butelka (zespół muzyczny)
Butelka – polski zespół metalowy pochodzący z Torunia.

## Historia

### 1996-2003
Zespół powstał w 1996 roku, z inicjatywy McButelki, który zaprosił do współpracy kolegów z zespołów Kobranocka (Dr. Frankensteina i Pięknego Lolo) oraz OK’Laski (HipHłop). Pierwsze nagranie – „Potrzebni” – powstało w studiu w Dworze Artusa w Toruniu. Wkrótce Butelka rozpoczęła regularne próby w toruńskiej „Zębowni”. 
Pierwsza płyta pod prostym tytułem „Butelka” została nagrana w latach 1997–1998 – również w Dworze Artusa. W utworze „10 grudnia” na basie zagrał Klasztor (Kobranocka, Atrakcyjny Kazimierz). W 1999 roku materiał wydała niezależna wytwórnia Black Bottle Records, należąca do McButelki. 
Na tym etapie istnienia zespół zagrał kilka znaczących koncertów, m.in. przed Katem i Heyem, a także na festiwalu Rap’n’Roll, na którym spotkał się na scenie z hiphopowymi Kalibrem44 i Wzgórzem Ya-Pa 3. 
Z tego okresu pochodzi utwór „To mnie wkurwia” rozpoznawalny dzięki popularnemu w internecie teledyskowi. Płyta sotaje wydana własnym sumptem przez wytwórnię Black Bottle Records własności McButelki, wznowienie ukazuje się w bogatej, rozbudowanej multimedialnie formie w wytwórni Dywizja KOT - Tomasza Ryłko. 

### 2003-2007
Zespół w tym składzie został rozwiązany w 2003 roku – jednak już po kilku miesiącach ustabilizował się nowy skład. Do McButelki dołączyli inż.MBL, Martinus (członkowie Deuther X), Kot, Dyboś i Vitusz (grający wówczas w zespole Czaqu). Prace nad kolejną płytą zaczęły się w 2004 roku. W tym czasie od zespołu odeszli Martinus i Dyboś. Nowy album „Radio dla Polaków” (MTJ 2005) charakteryzował się bardziej metalowym brzmieniem od poprzedniego. Zespół w swoich tekstach (autorstwa McButelki) postawił sobie za zadanie obśmiewanie i piętnowanie hipokryzji - także tej występującej w Kościele katolickim, przez co wielu przypięło do zespołu łatkę antyklerykalizmu. Z tej płyty pochodzą m.in. utwory „Radio dla Polaków” (z wsamplowanymi wypowiedziami wprost z anteny Radia Maryja), „LPR” i „CHWD(P)” (poświęcone policji). Do poszczególnych utworów powstawały odważne teledyski, dostępne przede wszystkim w sieci. 
W tym czasie Butelka w dalszym ciągu gra wiele koncertów, z których należy wymienić przede wszystkim WOŚP, Festiwal „Hunter Fest” - Szczytno 2005 i 2006 oraz Jarocin 2006 (wyróżnienie Jury). Butelka grała również na pierwszym i drugim koncercie pamięci Grzegorza Ciechowskiego w toruńskim klubie „Od Nowa”. Lider Butelki - McButelka - był pomysłodawcą i organizatorem tych koncertów. Podczas swoich  koncertów grupa szokuje scenicznym imag'em - członkowie zespołu noszą sutanny. Stosują też oryginalne dekoracje, efekty pirotechniczne, a wokalista zazwyczaj występuje z krzyżami. 
W 2007 roku od zespołu odchodzi Vitusz – zastąpiony przez Kviatora (Deathcaller).

### 2007-2008
W nowym składzie Butelka opracowuje materiał na kolejną płytę „DemonArchia”, która ukazuje się nakładem wytwórni MTJ na początku 2008 roku. Największym hitem z tego albumu okazał się „Dekoder TV Trwam”, do którego teledysk długo bił rekordy popularności na YouTube. Klipy zrealizowano także do utworów „W imieniu wiary” i „Katolicki tajny współpracownik” (poruszającego temat lustracji w Kościele).
Rok 2008 był dla zespołu rokiem dużej aktywności koncertowej. Butelka zagrała m.in. na festiwalu Gotyk na Dotyk – 2007 i 2008, Park Fest – 2007, Wacken Metal Battle 2007 (II miejsce), MECH DAY 2008, MuszlaFest 2008. Warto odnotować też wspólne koncerty z zespołami Chylińska, KAT z Romanem, TSA, Acid Drinkers, Hunter, Frontside, Totem, Chainsaw, Rootwater, Horrorscope, Mech, Killjoy, The NO-Mads, Dragon’s Eye, Corruption.
Narastające nieporozumienia i różnice zdań co do stylistyki nowych utworów Butelki doprowadziły do odejścia z zespołu inż MBL, Kota i Kviatora.

### 2008-2010
Nowy skład zaczyna się stabilizować już kolejnego dnia. Do McButelki dołącza Sivy (Chainsaw), Jołek (Doktor C) i Professor Jerry (TrzyCzwarte, All My Life). Wkrótce następują kolejne zmiany personalne i miejsce Professora Jerry’ego zajmuje Gorzky. Pierwszy koncert z nowymi muzykami odbywa się na toruńskim finale WOŚP 2009. Po paru miesiącach za bębnami zasiada Padre zastępując Sivego. 

### 2010-2015
W marcu 2010 nastąpiła zmiana gitarzysty - Jołasa zastąpił Grisch (ex Enhiridion, Pandemic Genocide). Kolejna zmiana składu nastąpiła w czerwcu 2010 - na miejsce Padre za perkusją usiadł Grzała (ex Crystal Lake). W październiku 2012 została wydana płyta Diabeł z powyłamywanymi rogami. 

### 2015-2017
Gorzky odchodzi i nowym basistą zostaje Pryl. W tym składzie zespół nagrywa kolejną płytę: Szpun'n'Roll. Płyta jest dostępna w serwisie YouTube. 

## Muzycy

### Muzycy zespołu BUTELKA
- Grzegorz „McButelka” Kopcewicz - śpiew, keyboard, teksty (1996 - 2017)
- Zbigniew "Pryl" Prylewski - bas (2015-2017)
- Radosław „Grisch” Irla - gitara (2010 - obecnie)
- Krzysztof „Grzała” Grzelak - perkusja (2010 -2017)
- Sebastian „Gorzky” Gorzka - gitara basowa (2008 - 2015)
- dr Frankenstein - gitara, śpiew (1996 - 2003)
- Piękny Lolo - perkusja, śpiew (1996 - 2003)
- HipHłop - gitara basowa, śpiew (1996 - 1997)
- Klasztor - gitara basowa, śpiew (1997 - 2003)
- Marek „Vitusz” Wituszyński - perkusja (2003 - 2006)
- Martinus - gitara, śpiew (2003 - 2004)
- Michał „Dyboś” Dybowski - keyboard, śpiew (2003 - 2004)
- Paweł „Kot” Kociszewski - gitara basowa, śpiew (2003 - 2008)
- Kviator - perkusja (2006 - 2008)
- Marek „inż. MBL” Sysoł - gitara, śpiew (2003 - 2008)
- Professor Jerry - gitara basowa (2008)
- Sivy - perkusja (2008 - 2009)
- Padre - perkusja (2009 - 2010)
- Jołek - gitara (2008 - 2010)

## Dyskografia
- Butelka (1998)
- Radio dla Polaków (2005)
- DemonArchia (2008)
- Diabeł z powyłamywanymi rogami (2012)
- Szpun 'N' Roll (2017)